# Smith Flyer

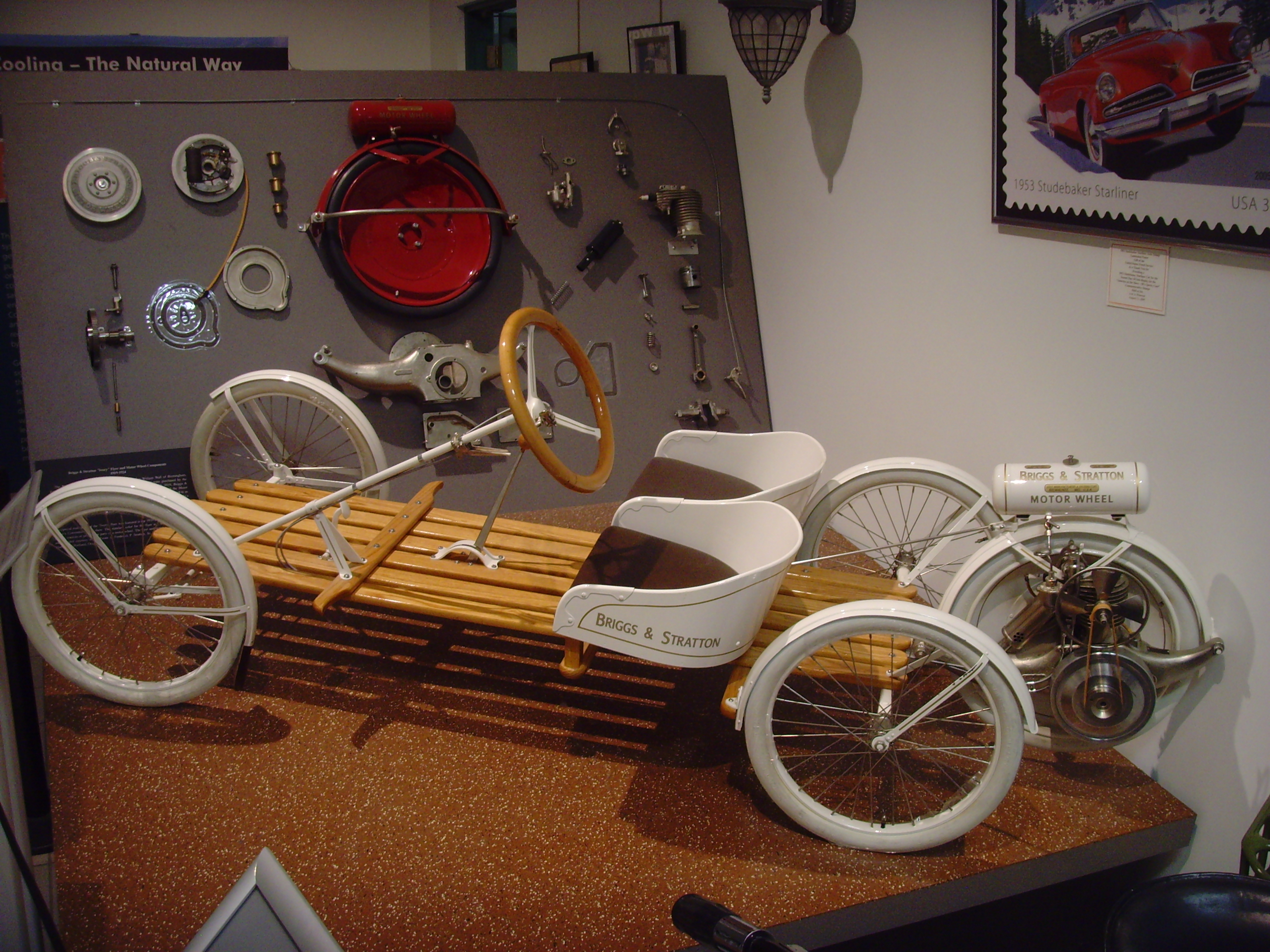
Smith Flyer

Der Smith Flyer war ein US-amerikanischer Buckboard, der von 1916 bis 1919 von der A. O. Smith Corporation in Milwaukee (Wisconsin) gebaut wurde. Dann wurden die Produktionsrechte an Briggs & Stratton verkauft und der Wagen in Briggs & Stratton Flyer umbenannt.

## Beschreibung

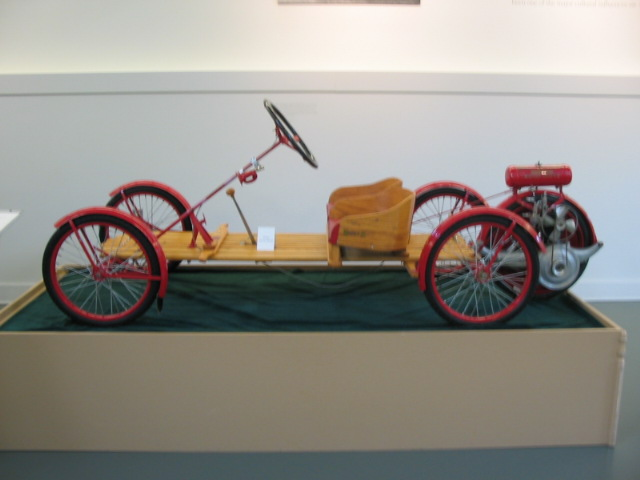
Smith Flyer

Der Smith Flyer war ein kleines, einfaches und leichtes Fahrzeug mit zwei Sitzen und einem hölzernen Rahmen, der zugleich Fahrwerk und Karosserie war. Der kleine Benzinmotor war auf einem fünften Rad montiert, das hinten an den Flyer angehängt wurde und ihn vorwärts schob. Der Radstand betrug 1575 mm, die Räder hatten 20″ Durchmesser und die Fahrzeugbreite betrug 762 mm. Da der Motor direkt auf dem fünften Rad montiert war, startete man ihn bei leicht angehobenem Rad. Sobald die Maschine lief, senkte der Fahrer dieses Rad mit einem Hebel ab und das Fahrzeug begann sich vorwärts zu bewegen. Anstatt der Räder konnte der Wagen auch mit Skiern für den Winter ausgestattet werden. In beiden Fällen lag die Höchstgeschwindigkeit bei 40–48 km/h.

## Geschichte
Ein solches Treibrad wurde erstmals 1910 von Arthur William Wall in Birmingham in England zum Antrieb eines Motorrades entwickelt. Dieses Konzept war nicht neu, Ferdinand Porsche hatte bereits 1900 solch ein Treibrad entwickelt, aber es war elektrisch angetrieben. Der Metallverarbeiter und Automobilzulieferer für Fahrgestelle und Hinterachs-Gehäuse, A. O. Smith Company, erwarb 1914 die Fertigungsrechte für die USA an dem Wall-Schubrad als Nebengeschäft und verbesserte es zum Smith Motor Wheel. Insbesondere wurde nun ein Vollscheibenrad anstelle eines Speichenrads verwendet und die Kraftübertragung erfolgte nicht mehr über eine Kette, sondern direkt ab der Nockenwelle. A. O. Smith setzte das Gerät zunächst als Antrieb für Fahrräder ein. Das verbesserte Smith Motor Wheel kostete nur 60 US-Dollar und wurde ein großer Erfolg; bis Ende 1915 wurden 500.000 Dollar damit umgesetzt.
Der Smith Flyer wurde als Plattformwagen mit Holzrahmen von der American Motor Vehicle Company in Lafayette (Indiana) entwickelt. A. O. Smith kaufte kurz nach dem Erscheinen des Fahrzeugs auf dem Markt 1914 die Rechte daran und produzierte es selber als Smith Flyer. Als Zubehör für den Winterbetrieb waren Skier erhältlich, welche anstelle der Räder angebracht wurden. 1916 ging das Unternehmen an die Börse und formierte sich neu als A. O. Smith Corporation.
1918 kaufte Briggs & Stratton die Produktionsrechte und stellte sowohl das Treibrad als auch den Flyer unter eigenem Namen her. Der neue Eigentümer verbesserte den Motor in vielen Punkten; er vergrößerte die Zylinderbohrung und stattete die Zündung mit einem Schwungradmagneten aus. Die Verbesserungen sorgten für eine Leistung von 2 bhp (1,5 kW). Briggs & Stratton verkaufte den Flyer USA-weit und gab sogar eine Zeitschrift mit dem Titel Motor Wheel Age heraus. Auch ein Motorscooter nach demselben Antriebskonzept folgte um etwa 1920.
1925 wurden die Produktionsrechte des Flyer an die Automotive Electric Services Corporation (AESC) weiterveräußert. Diese Firma stellte den Flyer her, bis es keine Motoren mehr gab und ersetzte diesen dann durch eine Version mit Elektroantrieb. Als Motor diente der Anlasser eines Dodge-Automobils, der gemeinsam mit der Batterie im Fahrzeugheck montiert war und die Kraft mittels Treibriemen an das rechte Hinterrad weitergab. Die Produktion lief bis mindestens 1928 weiter.

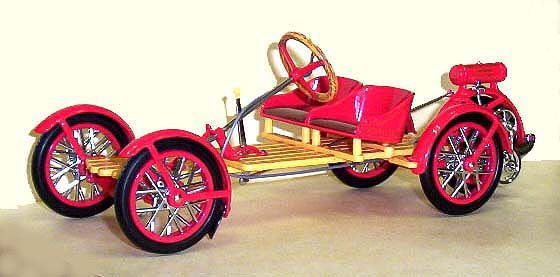
Briggs & Stratton Flyer

Briggs & Stratton baute den Motor, der das Kernstück des Treibrades gewesen war, weiter und passte ihn anderen Anwendungsfällen an, z. B. zum Antrieb von Rasenmähern oder Kleingeräten. Das Treibrad war der Ausgangspunkt aller späteren Briggs & Stratton – Motoren.
Fast alle Flyer waren rot lackiert, wurden daher allgemein „Red Bug“ (dt.: Roter Floh) genannt. Der Flyer ist sogar im Guinness-Buch der Rekorde als billigstes Auto aller Zeiten erwähnt. Dort ist angegeben, dass der Briggs & Stratton Flyer 1922 zwischen 125 und 150 Dollar kostete.
Der Smith Flyer wurde in den 1950er Jahren als Banner Boy Buckboard nachgebaut (ohne 5. Rad). Es war fertig oder als Bausatz erhältlich und wurde in einschlägigen Zeitschriften wie Popular Mechanics oder Popular Science beworben und über den Versandhandel ausgeliefert.
Einige Smith Flyer gibt es noch in Sammlungen überall in den USA und die Konstruktionszeichnungen findet man inzwischen im Internet.

## Modelle
| Marke                | Modell    | Bauzeitraum | Zylinder | Leistung        | Radstand | Aufbauten        | Bemerkungen             |
| -------------------- | --------- | ----------- | -------- | --------------- | -------- | ---------------- | ----------------------- |
| Smith                | Flyer     | 1916–1919   | 1        |                 | 1575 mm  | Roadster 2 Sitze |                         |
| Briggs & Stratton    | Flyer D   | 1919–1920   | 1        | 2 bhp (1,5 kW)  | 1575 mm  | Roadster 2 Sitze |                         |
| Briggs & Stratton    | Red Bug D | 1921–1923   | 1        | 2 bhp (1,5 kW)  | 1575 mm  | Roadster 2 Sitze |                         |
| Red Bug              | Flyer     | 1924–1930   | 1        | 2 bhp (1,5 kW)  | 1575 mm  | Roadster 2 Sitze |                         |
| Red Bug              | Electric  | 1924–1930   | -        |                 | 1575 mm  | Roadster 2 Sitze | Auto-Anlasser als Motor |
| Banner Boy Buckboard |           | 1958        | 1        | 2,75 bhp (2 kW) | 1575 mm  | Roadster 2 Sitze | Nachbau                 |